# Börje Gabrielsson
Börje Johan Gabriel Gabrielsson, född 20 juni 1896 i Kyrkefalla socken, Skaraborgs län, död 19 april 1972, var vd för Astra 1927-1957. 
Börje Gabrielsson var son till Gabriel Nathanael Gabrielsson (1866–1943) och Anna Helmina (1867–1937), född Larsson.. Fadern var förvaltare på Korsberga tegelbruk och blev senare arrendator på Spännefalla gård nära Mejeriet i Tibro, där han startade en ägghandel. Börje Gabrielsson var yngre bror till Assar Gabrielsson.
Under hans tid i företaget fick Astra ett internationellt genombrott och blev Skandinaviens ledande läkemedelsföretag. 
1942 inledde företaget Astra forskning kring skidvalla på initiativ av Gabrielsson. Kemister på Astra och forskare på Kungliga Tekniska högskolan gjorde beräkningar och blandningar och Martin Matsbo testade dem. 28 november 1946 kom vallan ut på marknaden, under namnet Swix.